# 索申河

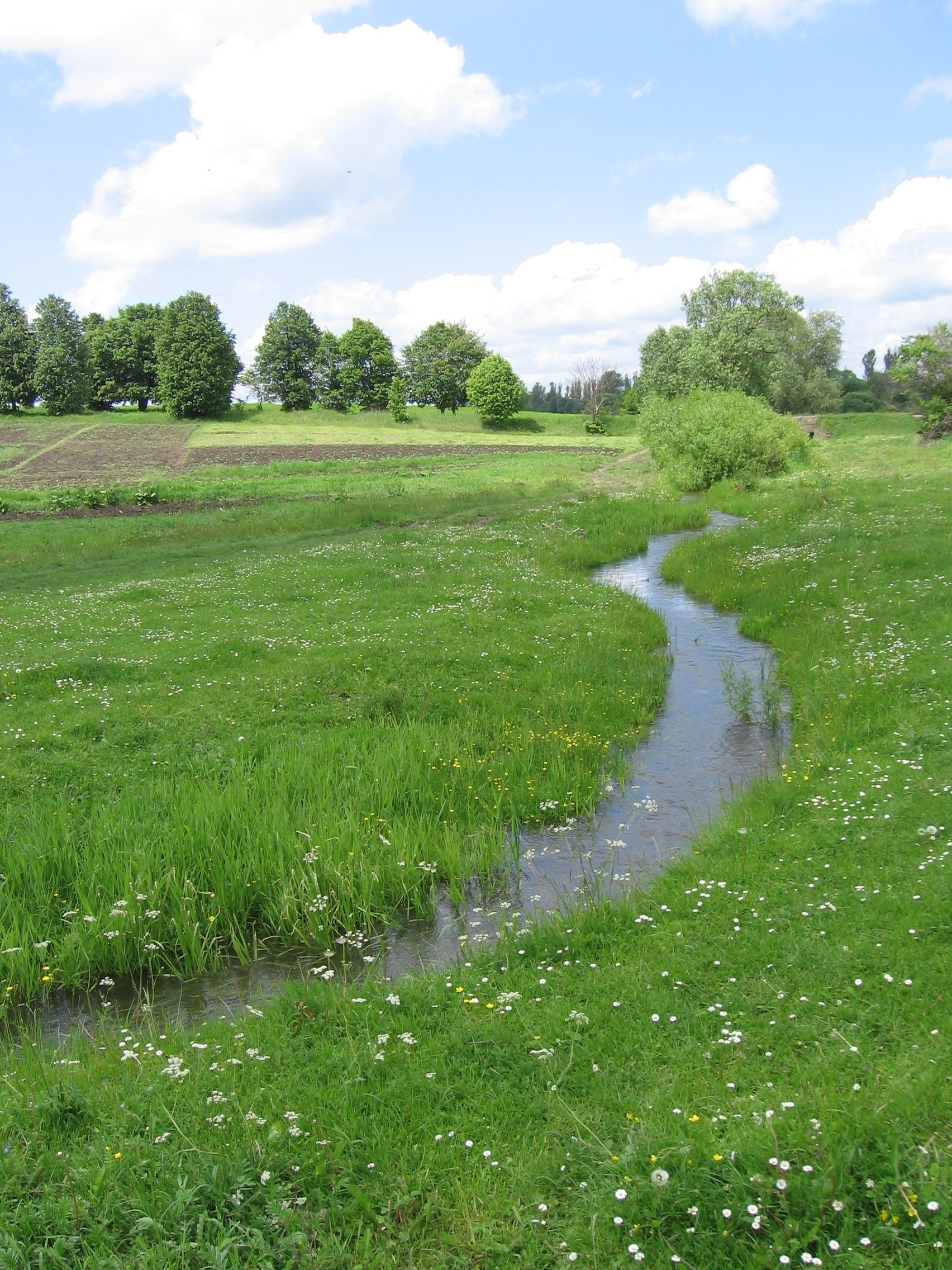

索申河（烏克蘭語：Сошень），是烏克蘭西部的河流，屬於戈倫河的支流。該河發源自普盧日內以東，流經赫梅利尼茨基州的舍佩蒂夫卡區，河道全長14公里，流域面積52.1平方公里。